# 李大伦 (1950年)
李大伦（1950年10月23日—），男性，湖南省桃源县人，中华人民共和国政治人物。湖南大学毕业。

## 生平
1950年10月23日，李大伦出生在湖南省桃源县。曾担任中共临澧县委副书记、县人民政府县长、中共临澧县委书记等职，在此期间，他因为对临澧县内教育发展做出贡献，于1994年12月获中共湖南省委、省人民政府表彰为湖南省“教育功臣”，1995年4月出任中共湘西州委书记，1997年10月卸任:88，转任湖南省人民政府农村工作办公室主任，直到1999年空降郴州。
1999年2月，李大伦出任中共郴州市委书记。
2006年5月，李大伦接受湖南省纪委查处。2007年1月26日，李大伦涉嫌受贿1434万元，另有1765万元不能说明来源，长沙市人民检察院向长沙市中级人民法院提起公诉。2008年11月20日，长沙市中级人民法院一审判处李大伦死刑，缓期两年执行，剥夺政治权利终身，并且处没收个人全部财产。2009年8月14日，湖南省高级人民法院对李大伦受贿罪、巨额财产来源不明罪案二审宣判，维持一审判决。李随后进入长沙监狱服刑，2011年，李大伦获减刑至有期徒刑25年，剥夺政治权利终身改为剥夺政治权利10年。
不久，李大伦的搭档和下属曾锦春、樊甲生、周政坤、黄兆林、杨秀善、谢尊平、刘清江、陈瑶云、徐望实等，也被查。

## 家庭及私生活
- 妻子：陈立华，湖南省劳动和社会保障厅退休干部[9][10]
- 儿子：李宏瑞[9][10]
- 情妇：易虹[10]

## 著作
- 《大伦书法作品集》
- 《岁月如诗》